# Tenuipalpus flacourtiae
Tenuipalpus flacourtiae är en spindeldjursart som beskrevs av Meyer 1979. Tenuipalpus flacourtiae ingår i släktet Tenuipalpus och familjen Tenuipalpidae. Inga underarter finns listade i Catalogue of Life.